# Sisor rabdophorus
Sisor rabdophorus är en fiskart som beskrevs av Hamilton 1822. Sisor rabdophorus ingår i släktet Sisor och familjen Sisoridae. IUCN kategoriserar arten globalt som livskraftig. Inga underarter finns listade i Catalogue of Life.